# Le Seure
Le Seure é uma comuna francesa na região administrativa da Nova Aquitânia, no departamento de Charente-Maritime. Estende-se por uma área de 5,68 km². Em 2010 a comuna tinha 258 habitantes (densidade: 45,4 hab./km²).